# مارال بنی‌آدم
مارال بنی‌آدم (زادهٔ ۱۱ آبان ۱۳۶۰) بازیگر اهل ایران است. او فعالیتش را اوایل دههٔ ۱۳۹۰ با حضور در تئاتر آغاز کرد و نخستین حضورش در سینما، نقشی کوتاه در فیلم تحسین‌شدهٔ فروشنده (۱۳۹۴) ساختهٔ اصغر فرهادی بود. او برای بازی در نقش اصلی در آغوش درخت (۱۴۰۱) نامزد سیمرغ بلورین بهترین بازیگر زن جشنوارهٔ فیلم فجر شد. او سال بعد این جایزه را بابت بازی در نقش پروین اعتصامی در فیلم پروین (۱۴۰۲) دریافت کرد.

## زندگی
مارال بنی آدم ۱۱ آبان ۱۳۶۰ در تهران زاده شد. وی در دانشگاه در رشته بازیگری تحصیل کرده است. او در سال ۱۳۷۸ با علی سرابی ازدواج کرد. این زوج یک دختر و پسر به نام‌های عسل و ایلیا دارند.
بنی‌آدم در ۱۲ سالگی با دیدن سریال آپارتمان با بازی امین حیایی، به بازیگری علاقه نشان داد. اما پدرش در آن زمان مخالف ورود او به این کار بود. بنی‌آدم سپس تصمیم گرفت تا در کلاس‌های تئاتر مدرسه شرکت کند. او نخست در تئاتر فعالیت می‌کرد و دوره‌های بازیگری را در سال ۱۳۹۰ زیر نظر مهتاب نصیرپور در کانادا گذراند. او تا سال ۱۳۹۳ «تجربه‌های موفقی در ونکوور و تهران» به دست آورد و سپس به ایران بازگشت.

## حرفه

### سینما
بازی در فیلم خشکسالی و دروغ و فیلم فروشنده ساخته اصغر فرهادی از نخستین فیلم‌هایی بود که وی در آن نقش‌آفرینی کرد. او در فراخوان فرهادی، مبنی بر انتخاب بازیگر برای فیلم فروشنده با ارسال ویدیویی ۲ دقیقه‌ای به عنوان یکی از بازیگران این فیلم انتخاب شد. او در فیلم گیسوم به تهیه‌کنندگی سعید سعدی و کارگردانی نوید به‌تویی در نقش دلبر حضور دارد. وی همچنین در فیلم کوتاه پاندای کوچک، پاندای بزرگ (۱۳۹۸) به کارگردانی سحر خوشنام حضور داشت.
بنی‌آدم در فیلم در آغوش درخت نقش اول زن است. این فیلم در چهل و یکمین دوره جشنواره بین‌المللی فیلم فجر حضور یافت. این فیلم نخستین همکاری سازمان سینمایی سوره و کانون پرورش فکری کودکان و نوجوانان محسوب می‌شود که روایتی دراماتیک، ملتهب و مینی‌مال از آخرین تلاش‌های یک خانوادهٔ در آستانهٔ فروپاشی را به تصویر می‌کشد. او برای در آغوش درخت نامزد سیمرغ بلورین بهترین بازیگر زن جشنوارهٔ فیلم فجر شد.

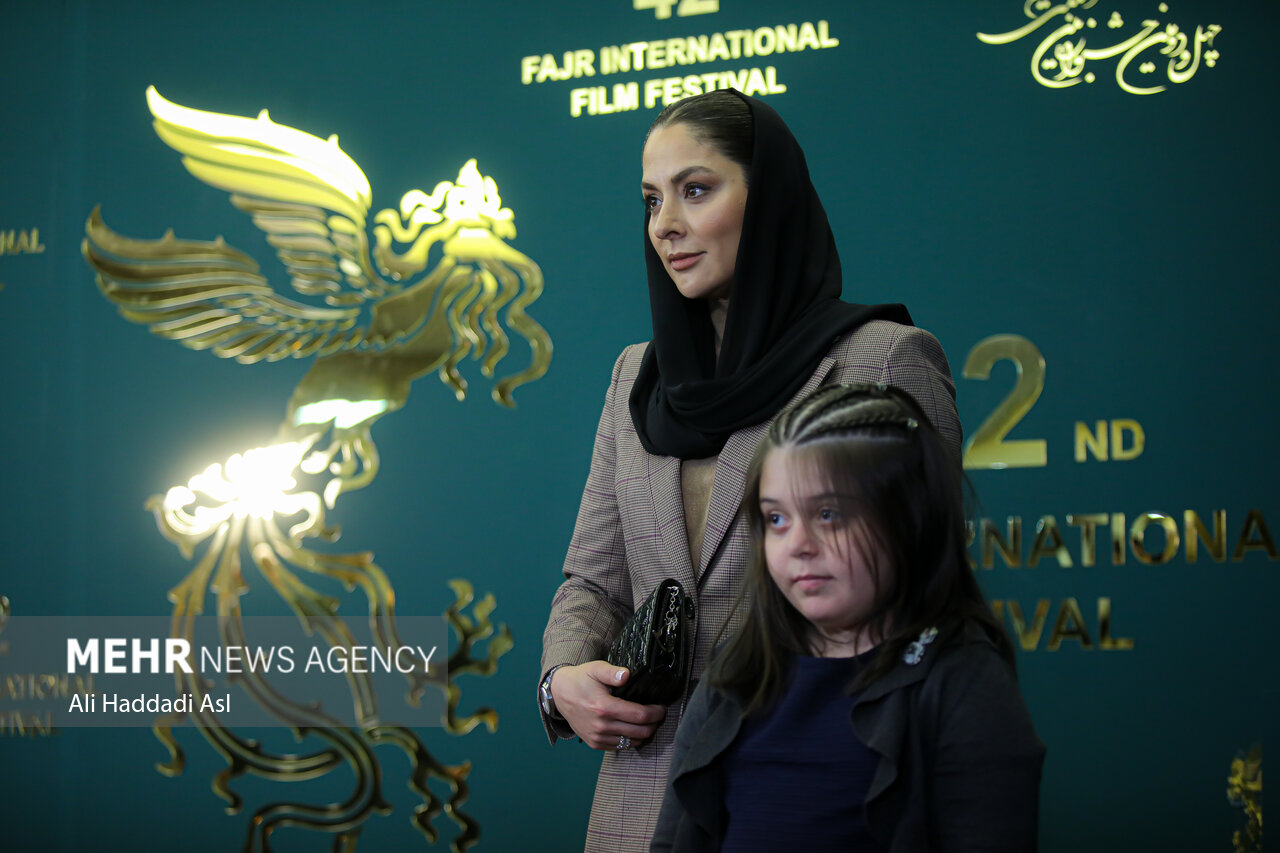
بنی‌آدم در چهل و دومین دوره جشنواره بین‌المللی فیلم فجر در ۱۴۰۲

بنی‌آدم شاعر پروین اعتصامی را در پروین (۱۴۰۲) به تصویر کشید و برندهٔ سیمرغ بلورین بهترین بازیگر زن جشنوارهٔ فیلم فجر شد. به گفتهٔ محمدرضا شریفی‌نیا، او انتخاب اول برای بازی در این نقش بود. او برای آماده‌سازی تا آغاز فیلم‌برداری ۱۰ روز فرصت داشت و در این مدت دربارهٔ زندگی اعتصامی به مطالعه و تحقیق پرداخت و هنگام فیلم‌برداری پادکستی در مورد زندگی این شاعر گوش می‌کرد. برای نزدیک شدن شباهتش به اعتصامی، او همچنین در قسمت‌هایی از صورتش فیلر تزریق کرد و برای افزایش وزن خود، رژیم روزانه‌اش را شکست. بنی‌آدم پیش از آغاز فیلم‌برداری به آرامگاه او در حرم فاطمه معصومه، قم رفت تا «به نوعی کسب اجازه» کرده باشد.

### سریال
سریال هم‌گناه به کارگردانی مصطفی کیایی اولین تجربه او در نمایش خانگی بود که یکی از تاثیرگذارترین نقش‌های این را سریال بازی کرد. او در دومین کار خود در سال ۱۴۰۱ در سریال مترجم در کنار بازیگرانی چون صابر ابر، پانته‌آ پناهی‌ها، مهتاب ثروتی، مهرانه مهین ترابی، مجتبی پیرزاده ایفای نقش می‌کند. مترجم سریالی درام و رازآلود به نویسندگی و کارگردانی بهرام توکلی و تهیه‌کنندگی سعید ملکان است. این سریال با شکستن خط روایت و تغییر در زاویه دیدها، توانسته به سمت پر و بال دادن به ذهنیت و تخیل مخاطب گام بردارد.

### تئاتر
او در نمایش‌های «شاپرک خانم» و «ترانه‌های محلی»، محمد رحمانیان، نمایش‌نامه‌نویس و کارگردان ایفای نقش کرد و در نمایش «آرش ساد»، نوشته بهرام بیضایی که در تالار دوم «کی میک سنتر» در شهر وست ونکوور کانادا و سی و دومین جشنواره بین‌المللی تئاتر فجر اجرا شد حضور داشت.
او در نمایش «برنارد مرده است» نوشته مشهود محسنیان و به کارگردانی علی سرابی که در تماشاخانه ایرانشهر اجرا شد در کنار بهناز جعفری، علی سرابی و عاطفه رضوی حضور داشت که مورد استقبال مخاطبان قرار گرفت. نمایش «خدای کشتار» اردیبهشت ۱۳۹۵ در پردیس تئاتر شهرزاد اجرا شد. ستاره پسیانی و نوید محمدزاده از دیگر بازیگران این نمایش‌نامه بودند که استقبال فراوانی از آن شد. به گفته علی سرابی، «خدای کشتار» بیش از ۱۴ هزار تماشاگر داشته است.
بنی‌آدم در نمایش خدای کشتار بازی خوبی را ارائه می‌دهد. صحنه منحصر به فرد و به نوعی نقطه عطف نمایش، از حالت تهوع «آنت» با بازی وی آغاز می‌شود و او بارها مقابل چشم تماشاگران بالا می‌آورد. آنت فردی متظاهر و به ظاهر متمدن است که با خوردن سکنجبین چون دیگران خوی واقعی خود را بروز دهد.
اجرای نمایش «آن سوی آینه» با بازی ریما رامین فر، الناز حبیبی، پژمان جمشیدی ۱۷ فروردین ۱۴۰۱ در تالار وحدت آغاز شد. در این نمایش مارال بنی‌آدم و الناز حبیبی هر دو در یک نقش بازی می‌کنند و برخی اجراها با حضور مارال بنی‌آدم و برخی دیگر با حضور الناز حبیبی به صحنه می‌رود. در پنجمین شب از اجرای «آن سوی آینه»، دراگان اسکوچیچ سرمربی تیم ملی فوتبال به تماشای این نمایش رفت. «آن سوی آینه» کمدی درام فرانسوی نوشته فلوریان زلر است.

## کارنامهٔ هنری

### سینما
| سال  | اثر            | کارگردان        | نقش           |
| ---- | -------------- | --------------- | ------------- |
| ۱۳۹۴ | فروشنده        | اصغر فرهادی     | کتی           |
| ۱۳۹۵ | خشکسالی و دروغ | پدرام علیزاده   | گیتی          |
| ۱۳۹۹ | گیسوم          | نوید به‌تویی     | دلبر          |
| ۱۴۰۱ | در آغوش درخت   | بابک خواجه پاشا | کیمیا         |
| ۱۴۰۲ | معجزه پروین    | محمدرضا ورزی    | پروین اعتصامی |
| ۱۴۰۳ | صیاد           | جواد افشار      | عفت شجاع      |

### سریال
| سال  | اثر    | کارگردان    | نقش   |
| ---- | ------ | ----------- | ----- |
| ۱۳۹۸ | هم‌گناه | مصطفی کیایی | سارا  |
| ۱۴۰۱ | مترجم  | بهرام توکلی | پریسا |

### تئاتر
| سال          | اثر               | کارگردان      | منبع   |
| ------------ | ----------------- | ------------- | ------ |
| ۱۳۹۱         | شاپرک خانم        | محمد رحمانیان |        |
| ۱۳۹۲         | پنج موقعیت متفاوت | آشا محرابی    |        |
| ۱۳۹۲         | آرش ساد           | محمد رحمانیان | [ ۳۶ ] |
| ۱۳۹۳         | ترانه‌های محلی     | محمد رحمانیان | [ ۳۴ ] |
| ۱۳۹۴         | برنارد مرده است   | علی سرابی     | [ ۸ ]  |
| ۱۳۹۵ تا ۱۳۹۷ | خدای کشتار        | علی سرابی     | آنت    |
| ۱۳۹۶         | آنسوی آینه        | علی سرابی     | [ ۶۶ ] |

## جوایز و نامزدها
| جشنواره                    | سال  | جایزه                    | اثر          | نتیجه    | منبع   |
| -------------------------- | ---- | ------------------------ | ------------ | -------- | ------ |
| جشنواره بین‌المللی فیلم فجر | ۱۴۰۱ | بهترین بازیگر نقش اول زن | در آغوش درخت | نامزدشده | [ ۲۴ ] |
| جشنواره بین‌المللی فیلم فجر | ۱۴۰۲ | بهترین بازیگر نقش اول زن | پروین        | پیروز    | [ ۲۵ ] |